# Myrtle Avenue (linea BMT Fourth Avenue)
Myrtle Avenue, in origine Gold Street, è una stazione fantasma della metropolitana di New York, situata sulla linea BMT Fourth Avenue. Aperta il 22 giugno 1915, fu chiusa nel 1956.